# 言论的边界
《言论的边界：美国宪法第一修正案简史》（台譯《異見的自由：美國憲法增修條文第一條與言論自由的保障》）是一本由记者安东尼·刘易斯执笔，2007年出版的非虛構类书籍，涉及主题为言論自由、新闻自由、思想自由和美利坚合众国宪法第一条修正案。该书以引用第一修正案开头，这条修正案禁止美国国会立法限制言论自由或新闻自由。刘易斯通过对美国历史上的重要事件加以回顾追溯了公民自由的发展。他对历史上重要的言论自由判決先例进行了概括，其中包括美国联邦最高法院对1919年的申克诉合众国案、1927年的惠特尼诉加利福尼亚州案、1929年的美国诉施维默案、1964年的纽约时报诉沙利文案和1971年的纽约时报诉合众国案的裁决。
本书的书名来源于美国联邦最高法院大法官小奥利弗·温德尔·霍姆斯在1929年美国诉施维默案中的反对意见。霍姆斯在判决书中写道：“如果宪法中有任何一项原则比其他的都更势在必行，那就是思想自由的原则——这不仅仅是那些与我们志同道合者思想的自由，还包括那些我们所憎恨思想的自由。”刘易斯警告读者，政府有可能利用九一一袭击事件后社会上的恐慌和动荡来压制公民的言论自由和批评。
这本书获得了评论家的正面评价，其中包括《纽约时报》的杰弗里·罗森（Jeffrey Rosen），《哈佛杂志》（Harvard Magazine）的理查德·H·法伦（Richard H. Fallon），纳特·亨托夫（Nat Hentoff）等，《科克斯书评》（Kirkus Reviews）也给予了好评。不过，新西蘭教授杰里米·沃尔德伦（Jeremy Waldron）在專著《仇恨言论的危害》（The Harm in Hate Speech）闢一章節專門批评刘易斯尊重的言论自由的尺度太大，批評對非裔美國人歧視性仇恨言论不應屬言论自由。为此，前美国联邦最高法院大法官約翰·保羅·史蒂文斯对两书比較分析。

## 内容

美利坚合众国宪法第一条修正案是美国权利法案的一部分。

《言论的边界：美国宪法第一修正案简史》对言论自由的价值加以分析，并介绍了历史上第一修正案对权利发展的影响。书名源于大法官霍姆斯在1929年美国诉施维默案判决书中写下的异议，第一条修正案的保障是恐怖和动荡年代中最值得保护的权利，而这样的年代中那些压制异议的呼声往往是最尖锐，并且从表面上看又是最具吸引力的。霍姆斯在判决书中写道：“如果宪法中有任何一项原则比其他的都更势在必行，那就是思想自由的原则——这不仅仅是那些与我们志同道合者思想的自由，还包括那些我们所憎恨思想的自由。”
本书以引用禁止美国国会立法限制言论自由或新闻自由的第一修正案开头。作者分析了这一条款的影响并提及美国宪法之父詹姆斯·麦迪逊，麦迪逊认为，新闻自由可以成为對政府權力分立的一种形式。刘易斯在书中阐述了言论自由的扩张性，告知读者政府会试图对报道一场存在争议战争起因的媒体加以封锁，还指出公民应该反对政府的这种封锁行径。刘易斯警告称，在一个不允许发表争议性观点的国度裡，公民和记者都不过是这个国家的喉舌。他详述了多起因恐惧而导致政府，特别是行政机构制订越权法案造成严重后果的重大历史事件。书中还概括了美国言论自由上百年的漫长发展史，司法系统是如何开始阻止政府对出版商和作家的言论自由进行压制。

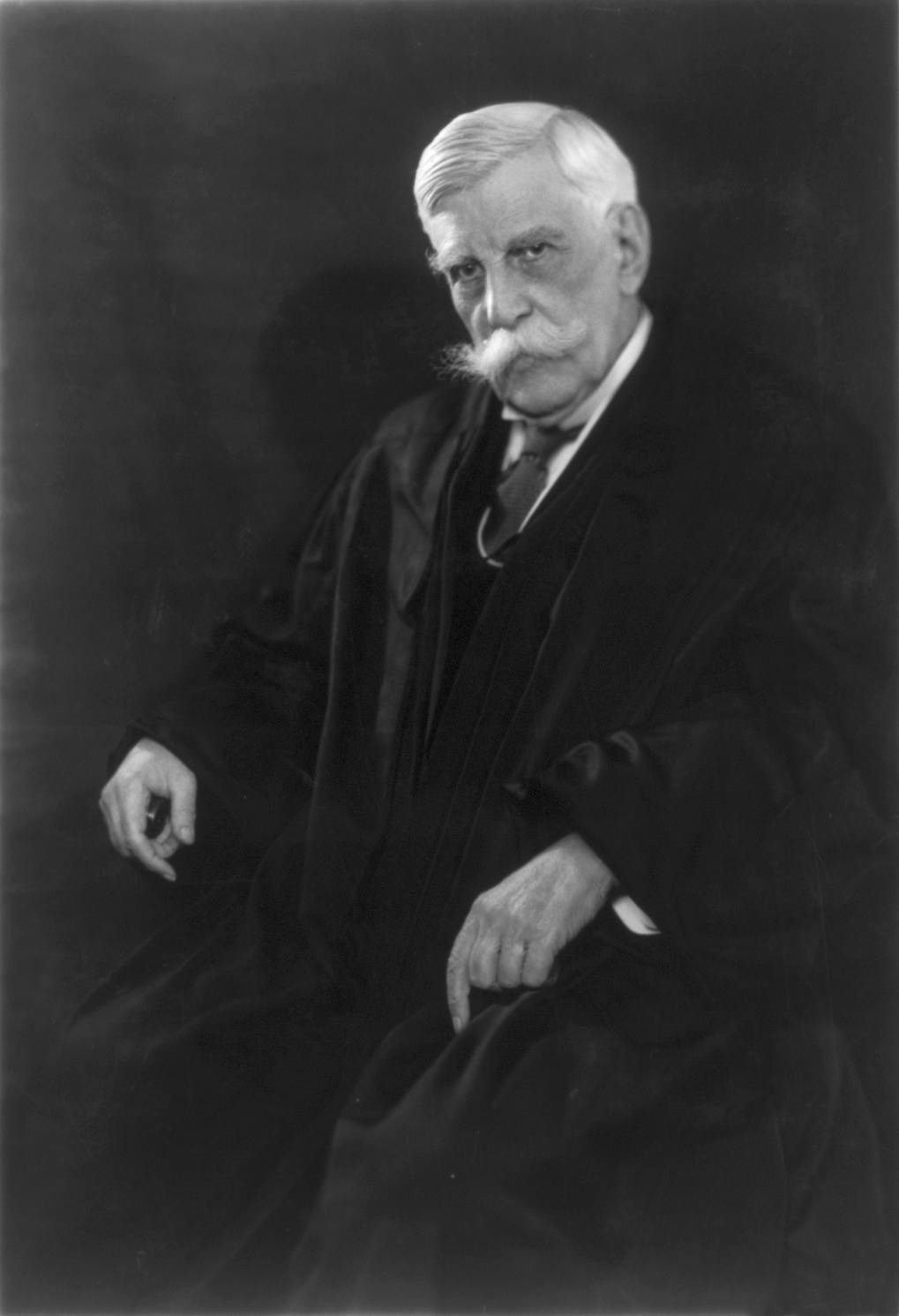
书名《言论的边界》衍生于小奥利弗·温德尔·霍姆斯在1929年美国诉施维默案判决书中的异议

1798年，以总统约翰·亚当斯领导的联邦政府通过了《客籍法和镇压叛乱法》，其中将“任何针对联邦政府的虚假、恶意和诽谤文字或著作”视为非法。政府用这项法案来对付那些批评政府的民主共和党人。1800年，托马斯·杰弗逊当选为新任总统，刘易斯认为，亚当斯未能获得连任正是美国公众对他压制言论自由行为不满的一个例证。1801年上任后，杰弗逊对因《外侨和煽动叛乱法》入狱的公民予以赦免。刘易斯把之后的一些历史事件解读为对言论自由的冒犯，如《1918年反煽动叛乱法》（Sedition Act of 1918）将针对政府在第一次世界大战中行为的批评定义为非法；又如《麦卡伦国内安全法》和《史密斯法》，这些法律在麦卡锡主义盛行的年代被用来将批评政府的美国共产主义者送进监狱。
第一次世界大战期间，美国公众的恐慌情绪和政府压制批评的企图都在滋长，联邦最高法院对第一修正案进行了更广泛的审查。刘易斯在书中写道，最高法院大法官路易斯·布蘭戴斯和小奥利弗·温德尔·霍姆斯开始对第一修正案赋予的言论自由给出更宽泛的解读。霍姆斯在申克诉合众国案的判决书中写道，言论自由必须受到保护，除非某项言论存在“明显而立即的危险”，导致“实质性的罪恶”。笔者反思，恐怖主义时代随时都可能会有迫在眉睫的危险，那么对于言论的相应看法又是否应该有所不同。他在书中表示，美国宪法允许为了防止即将发生的暴力行为而对言论加以压制，但必须提防政府用这种法律来压制诸如焚烧国旗或是使用攻击性口号的表达性行为。刘易斯还认为，对于那些向愿意采取恐怖主义行动的人们进行煸动、教唆的言论可以采取惩罚性的措施。
书中回忆了1927年的惠特尼诉加利福尼亚州案判决书中大法官布蘭戴斯撰写，霍姆斯联名的意见，其中对人民发表言论这一权力的观念作出了进一步发展。两位大法官强调了自由的价值，并确认对于自由来说，最危险的莫过于一个麻木不仁的社会对向公众表明立场行为的反感。
在1964年的纽约时报诉沙利文案中，最高法院裁决指出，针对公众问题的言论应该是不受限制、充满活力而且完全公开的，即便这些讨论中会有对公务员和政府成员极其负面的批评也不例外。刘易斯称赞这一裁决让媒体可以更好地对存在争议的新闻进行追踪和调查，水门事件和越南战争就是其中的典型例证。他认为，纽约时报诉沙利文案裁决的理念正是詹姆斯·麦迪逊所信奉的。书中接下来又提及了1971年联邦最高法院审理的纽约时报诉合众国案，对法院允许媒体发布涉及越南战争机密信息的裁决表示支持。
刘易斯在书中对媒体在隐私权尊重方面的作为提出了质疑。他指出，公众对于道德的期望，以及侵犯隐私权的判断标准随着时代的发展一直在发生变化。刘易斯援引了布蘭戴斯在奥姆斯特德诉美国案（Olmstead v. United States）判决书中写下的异议，该异议支持了隐私权。
作者还在书中提出警告，言论自由权在焦虑加剧时期的美国面临重大威胁：“总是会有些政府试图通过压制批评意见来让自己的日子更好过。”不过他的结论还是认为，对于第一修正案解读的历史演变已经给言论自由提供了更加稳固的支持。

## 主题
本书的核心主题是警告读者，每当纷争和恐惧增加，政府中那些谋求限制言论自由之辈就会试图对反对意见加以压制。《纽约时报杂志》（The New York Times Magazine）的德博拉·所罗门（Deborah Solomon）在对作者进行采访后撰写的文章中指出，美国政客经常利用公众的恐惧来将压制言论自由的行为合理化。刘易斯向所罗门表示，根据《1917年反间谍法》（Espionage Act of 1917）和《1918年反煽动叛乱法》，针对总统伍德罗·威尔逊进行抗议的个人将被发配入伍前往俄罗斯，并在受审后被判入狱20年。作者称自己撰写这本书的动机实际上是要对美国公民无可比拟的公民权利加以认可，其中就包括言论自由和新闻自由。他还指出，进入21世纪后美国公民自由的削减正是政府在九一一袭击事件后所采取措施的结果。
《言论的边界》对公民批评政府的能力和自由进行了探讨，刘易斯断言，在全世界所有国家中，美国的言论是最没有限制的。法学教授杰里米·沃尔德伦就举例指出，自己可以放心大胆地批评总统，或是称副总统和国防部长是战争罪犯，而不用担心会受到执法部门的报复。书中还将当代美国人的言论自由與之前几个世纪的先辈进行了对比。刘易斯认为，随着时间的推移，美国的公民自由范围有所扩大，因为其公民对于自由的渴望也有相应的扩增，他还指出在当代法律模式下，总统常常是讽刺和批判的目标，并且不大可能会有人因为这种批评而面临牢狱之灾。

## 发行

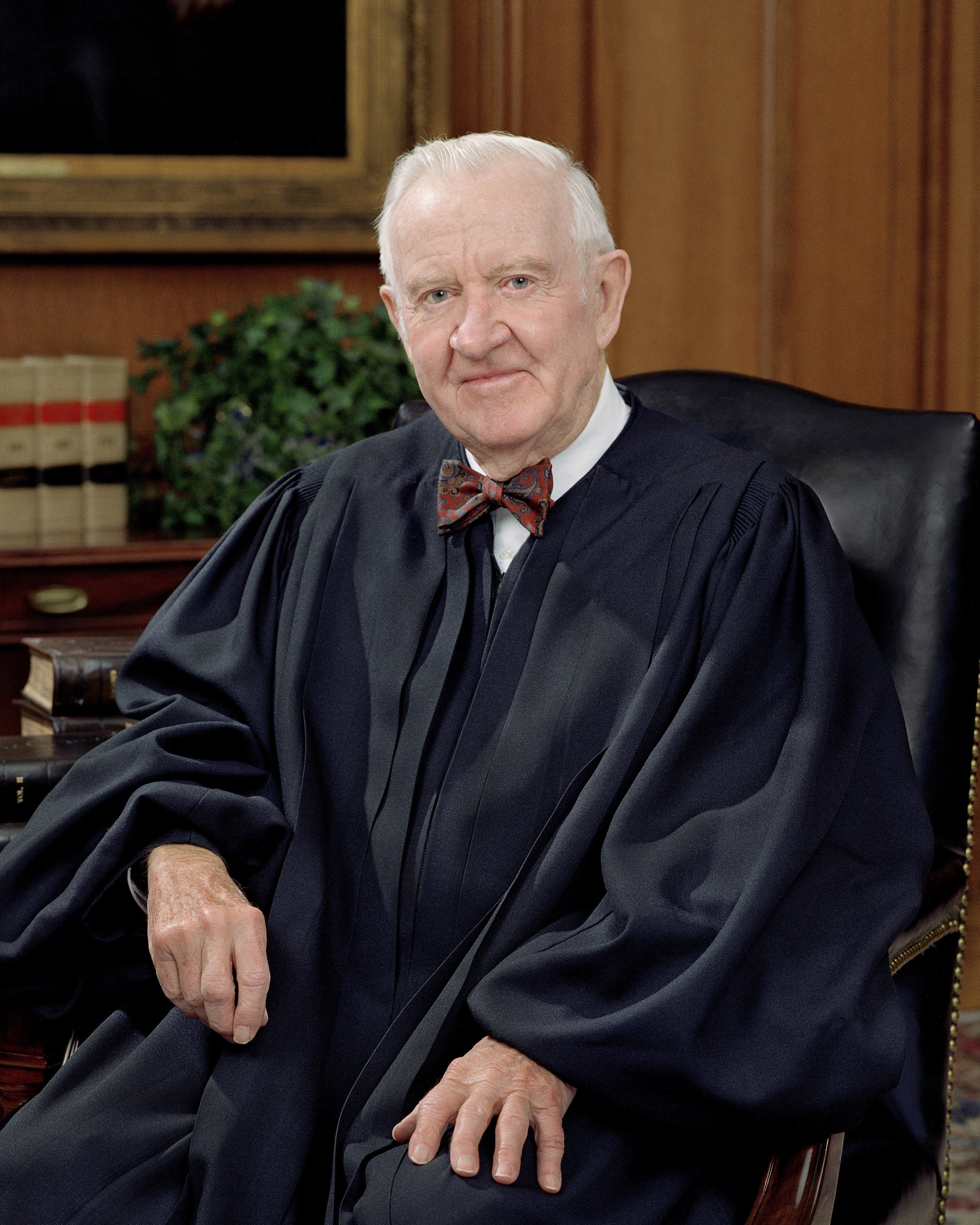
前最高法院大法官約翰·保羅·史蒂文斯在《纽约书评》上发表文章对《言论的边界》进行了探讨。

《言论的边界》最初于2007年由纽约的基本书籍出版社出版，该出版社是珀尔修斯图书集团（Perseus Books Group）旗下成员，初版时该书还带有附标题“美国宪法第一修正案简史”。书的第二版于2008年在纽约和伦敦发行，附标题简化为“第一修正案的故事”（Tales of the First Amendment）。之后再版时又恢复了初版的副标题，其中包括2009年的平装版和2010年的大字版。书的第一、第三和第四版发行了电子书版本，第二版和第四版还发行了有声书。该书还先後被译為簡體與繁體中文，分別于2010年及2020年由法律出版社與八旗文化付梓。

### 正面反響
本书获得了评论家的正面评价。杰弗里·罗森在《纽约时报》上发表的书评中表示对作者背离传统公民自由观点的论述感到惊讶，他指出，刘易斯并不支持对那些违反匿名消息来源保密协议的记者提供绝对的保护，即使是在涉及违法行为的特殊情况下也不例外。纳特·亨托夫称这本书对第一修正案进行了一次引人入注而且平易近人的统计调查。《科克斯书评》认为《言论的边界》对第一修正案和日后的立法以及判决先例进行了一次出色的年代考证。
《哈佛杂志》的理查德·H·法伦称本书的附标题（直译意为“我们所憎恨思想的自由”）是对美国言论自由立法清晰而动人心魄的一次背景教育，他还称赞了作者将一系列历史事件的描述编织得很有娱乐性的创作功底。《圣彼德斯堡时报》的罗宾·布郎纳（Robyn Blumner）称，刘易斯恰如其分地总结了美国宪法对言论和新闻自由保护的历史发展，她还指出，本書有力地呈现了作者对那些敢于通过解读美国宪法来保护对抗审查制度的言论和表达自由权利法官们的钦佩之情。
比尔·威廉姆斯（Bill Williams）在《哈特福德新闻报》（Hartford Courant）声称，这本书应该强制要求高中和大学生阅读。《新闻公报》（The News-Gazette）的安妮·菲利普斯（Anne Phillips）表示，本书行文简洁，文笔流畅，清晰地描述出美国在表达自由、言论自由和新闻自由不同观点相互拼杀过程中所面临的冲突。查克·莱迪也在《基督科学箴言报》上指出，刘易斯帮助读者理解了言论自由对于一个民主国家的重要性，特别是在军事冲突这种对于异议和公开对话是否恰当存在争议的时期。

### 關於坐視「仇恨言論」的批評
新西蘭的杰里米·沃尔德伦在2012年出版的專書《仇恨言论的危害》有一章节專門评述《言论的边界》，批評劉易斯尊重的言論自由的尺度太大，縱容了仇恨言論。須指出，沃尔德伦在該章節舉例的所謂「仇恨言论」，例子全針對非裔美國人而言，而沒有提及對亞裔美國人或印第安人等種族、性別歧視或宗教歧視的仇恨。例如他在該章第31頁總結「美國種族隔離、二等公民、種族恐怖主義——私刑、三K黨燒十字架、教會炸彈襲擊——都是生在當下的美國人的記憶。美國人對上述所提及的記憶烙印，程度可比肩捍衛第一修正案的人對麥卡錫主義的逼害的記憶烙印。」（按：上述分別指對美國黑人的隔離、斯科特訴桑德福德案定立黑奴沒有公民權、美國南北戰爭前南方州對黑奴的私刑、三K黨燒十字架、非裔美國人教會的炸彈襲擊列表）。沃尔德伦强调，言论自由观念膨胀存在的问题并不在于仇恨言论本身的危害，而是在于这些思想被广泛传播后的负面影响。他質疑被廣泛傳播的仇恨言論批評的種族（非裔美國人）的孩童能否在如此環境下成功。。
前联邦最高法院大法官約翰·保羅·史蒂文斯——曾審理1977年美國國家社會主義黨訴斯科基村案有關納粹組織言論自由的大法官——在《纽约书评》上发表了一篇评论，对杰里米·沃尔德伦的書與本書《言论的边界》分析。史蒂文斯陳述刘易斯主張有必要接受那些仇恨言论的存在，因为一旦试图对其加以制约就会导致那些存在争议视点的表达权利受到侵蚀的觀點。他指出，刘易斯和沃尔顿都同意，美国公民拥有超过其他任何国家公民的言论自由。史蒂文斯还援引了2011年的斯奈德訴菲爾普斯案判决，称该案表明，联邦最高法院的多数意见仍然支持人们针对社会重大事件发表仇恨观点。不过大法官也表示，沃尔顿虽然没能说服自己接受有关立法者应该禁止一切仇恨言论的观点，但看过《仇恨言论的危害》之后他也认为，至少政府领导人自己应该不再使用这样的言论。

### 其他
《紐約時報》法庭記者亞當·利普塔克在2008年《紐約時報》一篇分析文章採訪了本書《言论的边界》的作者得到「宪法第一修正案嚴格保障的言論自由不應如此被嚴格執行」的回答，該法庭記者借題發揮，期盼2008年加拿大伊斯蘭議事會對《麥克林》的人權投訴可以保障穆斯林不受冒犯——該宗教團體對《麥克林》雜誌18篇伊斯蘭恐懼文章向政府監管部門作人權投訴，該法庭記者又借機批評1977年美國國家社會主義黨訴斯科基村案對納粹組織言論自由的有利判決。
本書之繁體中文版於2020年榮獲Openbook好書獎之年度翻譯書部份。

## 扩展阅读
- Cram, Ian. . Ashgate Publishing. 2006. ISBN 0754623653.
- Curtis, Michael Kent. . Duke University Press. 2000. ISBN 0822325292.
- Godwin, Mike. . MIT Press. 2003. ISBN 0262571684.
- Grossman, Wendy M. . New York University Press. 1997. ISBN 0814731031.
- Krotoszynski, Ronald J. . NYU Press. 2009. ISBN 0814748252.
- McLeod, Kembrew; Lawrence Lessig (foreword). . University of Minnesota Press. 2007. ISBN 0816650314.
- Nelson, Samuel P. . The Johns Hopkins University Press. 2005. ISBN 0801881730.